# Plinthocoelium chilensis
Plinthocoelium chilensis là một loài bọ cánh cứng trong họ Cerambycidae.